# Shellshock

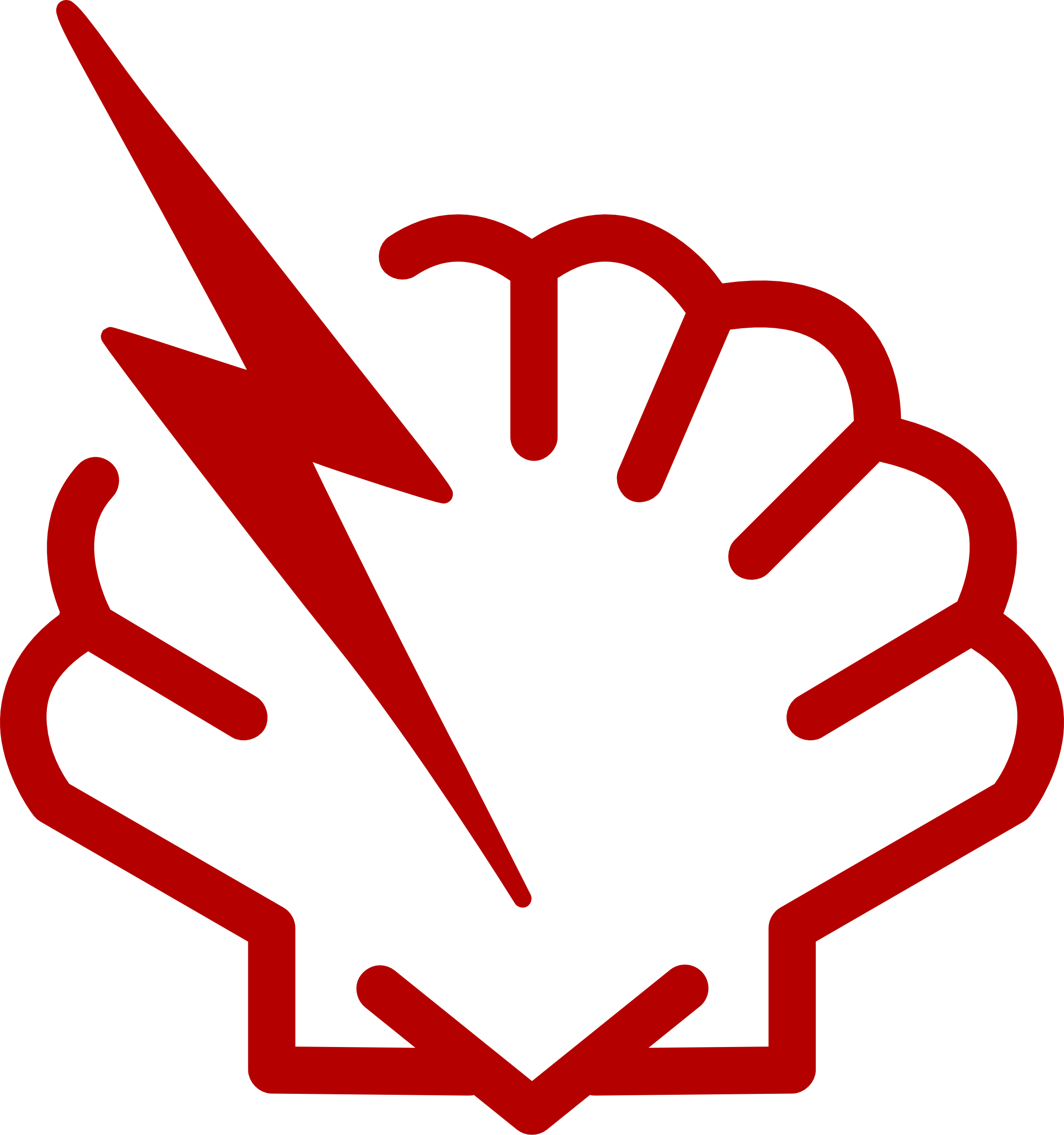
Logo da Shellshock

Shellshock também conhecido como Bashdoor (CVE-2014-6271 e CVE-2014-7169), é umog o da a falha de segurança no Bash shell em sistemas Unix-like, que foi divulgada em 24 de setembro de 2014. 
Muitos servidores na internet usam o Bash para processar comandos, permitindo que um atacante explore a vulnerabilidade do Bash para executar comandos arbitrários. Isso pode permitir que um invasor obtenha acesso não autorizado a um sistema de computador.

## Funcionamento
A falha consiste em inserir código malicioso dentro de valores que serão armazenados em variáveis de ambiente. Ao inserir código a versão vulnerável do Bash expandia o conteúdo da variável e interpretada o código inserido como instruções a serem executadas. 